# Hesquiat Lake Park
Hesquiat Lake Park är en park i Kanada.   Den ligger i provinsen British Columbia, i den sydvästra delen av landet, 3 800 km väster om huvudstaden Ottawa. Hesquiat Lake Park ligger 64 meter över havet. Den ligger vid sjön Hesquiat Lake.
Terrängen runt Hesquiat Lake Park är huvudsakligen kuperad, men åt sydväst är den platt. Hesquiat Lake Park ligger nere i en dal. Trakten runt Hesquiat Lake Park är nära nog obefolkad, med mindre än två invånare per kvadratkilometer.. 
I omgivningarna runt Hesquiat Lake Park växer i huvudsak barrskog.